# Helios Fernández
Helios Fernández (Barcelona, 16 de agosto de 1940- Bogotá, 3 de octubre de 2004) fue un actor de cine y televisión español, nacionalizado colombiano.

## Biografía
Hijo del pintor y actor Domingo Fernández Adeba por ende hermano del músico y actor Leandro Fernández y  Paola Fernández.
Estudió en el Instituto Departamental de Bellas Artes en Cali y fundador del Teatro Experimental de Cali al lado de Enrique Buenaventura. Conocido en el ámbito artístico colombiano en producciones como Garzas al amanecer, La casa de las dos palmas y  Los pecados de Inés de Hinojosa. En 1990 participó en la película basada en la exitosa serie de televisión Amar y vivir, además actuó en series como Fiebre, Sobrevivir, La mujer del presidente, Cartas de amor, entre otras, con una actuación especial en 1996 en la serie Las ejecutivas compartiendo de nuevo créditos con la actriz colombiana María Fernanda Martínez luego de actuar juntos en Sangre de lobos y Amar y vivir, ya más adelante volverían a actuar juntos en la telenovela La caponera. Como dato curioso, Helios y María Fernanda en la película Amar y vivir fueron padre e hija, mientras que en la serie Las ejecutivas fueron pareja amorosa. En 1997 actuó en Padres e hijos como el padrastro de Ana María de Franco, interpretado por Luz Stella Luengas. También participó en películas colombianas y exitosas telenovelas como Sangre de lobos y Amantes del desierto al lado de reconocidos actores como Maritza Rodríguez y el cubano Francisco Gattorno.

## Muerte
El actor falleció en el Instituto Nacional de Cancerología en Bogotá a los 64 años  de edad, debido a que padecía un cáncer de pulmón como consecuencia de su adicción al tabaco.

## Filmografía

### Televisión
- El vuelo de la cometa (2004).... Abraham Martínez
- Humo en tus ojos (2002).... Ernesto Valdivia
- Amantes del desierto (2000).... Padre Morán
- La caponera (2000).... Cárdenas
- La sombra del arco iris (1999)
- Dos mujeres (1997).... Aquiles Sanpedro
- Canas al aire (1997)
- Cartas de amor  (1997)
- La mujer del presidente  (1997)... Ricardo Díaz
- Padres e hijos (1997-2000)... Rafael "Barbuchas" (Esposo de Sofía y padrastro de Ana María de Franco).
- Las ejecutivas (1996)... Rafael Ortega (Actuación especial).
- La otra mitad del sol (1996).... Ramón
- El manantial (1995-1996)
- Sobrevivir (1995)...Genaro.
- Fiebre (1993)...Don Teófilo.
- Sangre de lobos (1992)... Aníbal Millán.
- La casa de las dos palmas  (1991).... Efrén Herreros (mayor)
- No juegues con mi vida  (1990)
- Garzas al amanecer (1989)
- Azúcar (1989)....Doctor José Fernández
- Los pecados de Inés de Hinojosa (1987)

### Cine
- Rosario Tijeras (2005).... Viejo
- Colombianos, un acto de fe (2004).... Oswaldo
- La deuda  (1997)
- Amar y vivir (1990)
- Visa USA (1986)... Don Gonzalo
- La mansión de Araucaima (1986).... Mercader
- Aquel 19 (1985)... padre de Rosa